# Seznam letalonosilk Kraljeve vojne mornarice
Seznam letalonosilk kraljeve vojne mornarice (seznam vključuje tudi nosilke helikopterjev).

## Načrtovane ladje
- CVF
HMS Queen Elizabeth (2012)
HMS Prince of Wales (2015)

## Aktivne ladje
- Razred invincible
HMS Invincible (R05)
HMS Illustrious (R06)
HMS Ark Royal (R07)
- HMS Ocean (L12) (nosilka helikopterjev)

## Ladje, ki niso več v uporabi oz. prodane
- HMS Argus (I49)
- HMS Furious (47)
- Razred glorious
Glorious
HMS Courageous (50)
- HMS Vindictive (1918)
- HMS Hermes (95)
- HMS Eagle (94)
- HMS Ark Royal (91)
- HMS Unicorn (I72)
- Razred illustrious
HMS Illustrious (R87)
HMS Formidable (R67)
HMS Victorious (R38)
- HMS Indomitable (R92)
- Razred implacable
HMS Implacable (R86)
HMS Indefatigable (R10)
- Razred colossus
HMS Colossus (R61) (prodana Franciji)
HMS Glory (R62)
HMS Ocean (R68)
HMS Theseus (R64)
HMS Triumph (R16)
HMS Venerable (R63) (prodana Nizozemski)
HMS Vengeance (R71) (prodana Braziliji)
HMS Warrior (R31) (prodana Argentini)
HMS Perseus (R51)
HMS Pioneer (R76)
- Razred majestic
HMS Majestic (R77) (prodana Avstraliji)
HMS Hercules (R49) (prodana Indiji)
HMS Leviathan (R97) (nikdar dokončana)
HMCS Magnificent
HMS Powerful (R95) (prodana Kanadi)
HMS Terrible (R93) (prodana Avstraliji)
- Razred centaur
HMS Centaur (R06)
HMS Albion (R07)
HMS Bulwark (R08)
HMS Hermes (R12) (prodana Indiji)
- Razred audacious
HMS Eagle (R05)
HMS Ark Royal (R09)